# كيرميت ديفيس
كيرميت ديفيس (بالإنجليزية: Kermit Davis)‏ هو مدرب كرة سلة أمريكي، ولد في 14 ديسمبر 1959 في ليكسفيل في الولايات المتحدة.

## روابط خارجية
- كيرميت ديفيس على موقع كلية كرة السلة في سبورتس رفرنس.كوم (الإنجليزية)
- كيرميت ديفيس على موقع كلية كرة السلة في سبورتس رفرنس.كوم (الإنجليزية)